# Giorgio Pallavicino Trivulzio
Giorgio Guido Pallavicino Trivulzio (Milão, 24 de abril de 1796 – Casteggio, 4 de agosto de 1878) foi um  político italiano, ligado ao Risorgimento.

## Biografia
Filho de uma família aristrocata, depois de haver muito pela Europa, se inscreve na  Carbonária. Participou ativamente desde o início da onda revolucionária de 1820, em particular tendo viajado até Piemonte com  Gaetano Castiglia para convidar  Carlos Alberto de Savoia a entrar na Lombardia. Preso em  4 de dezembro de 1821,  interrogado por Antonio Salvotti, em 22 de fevereiro de 1823 faz confissões comprometedoras a outros patriotas, entre os quais Federico Confalonieri. No processo que se segue é condenado à pena de morte; a pena foi depois comutada para 20 anos de prisão, que cumpriu nas prisões do Império Austríaco em Spielberg (perto de  Brno) até  1832, e depois nas de  Gradisca d'Isonzo e de Liubliana. Anistiado em 1835, depois de um período de confinamento em  Praga,  retornou a Lombardia em 1840. 
Retoma a atividade política depois dos Cinco dias de Milão em 1848, refugiando-se primeiro na Suiça e depois em Paris, onde encontrou Daniele Manin, permaneceu um longo tempo ainda em Turim e foi um dos fundadores da  Società Nazionale, tendo sucedido a Manin na sua presidência em  dezembro de 1857. Em Turim foi eleito deputado em várias legislaturas, em nomeado senador em abril de 1860.

## Fotografias

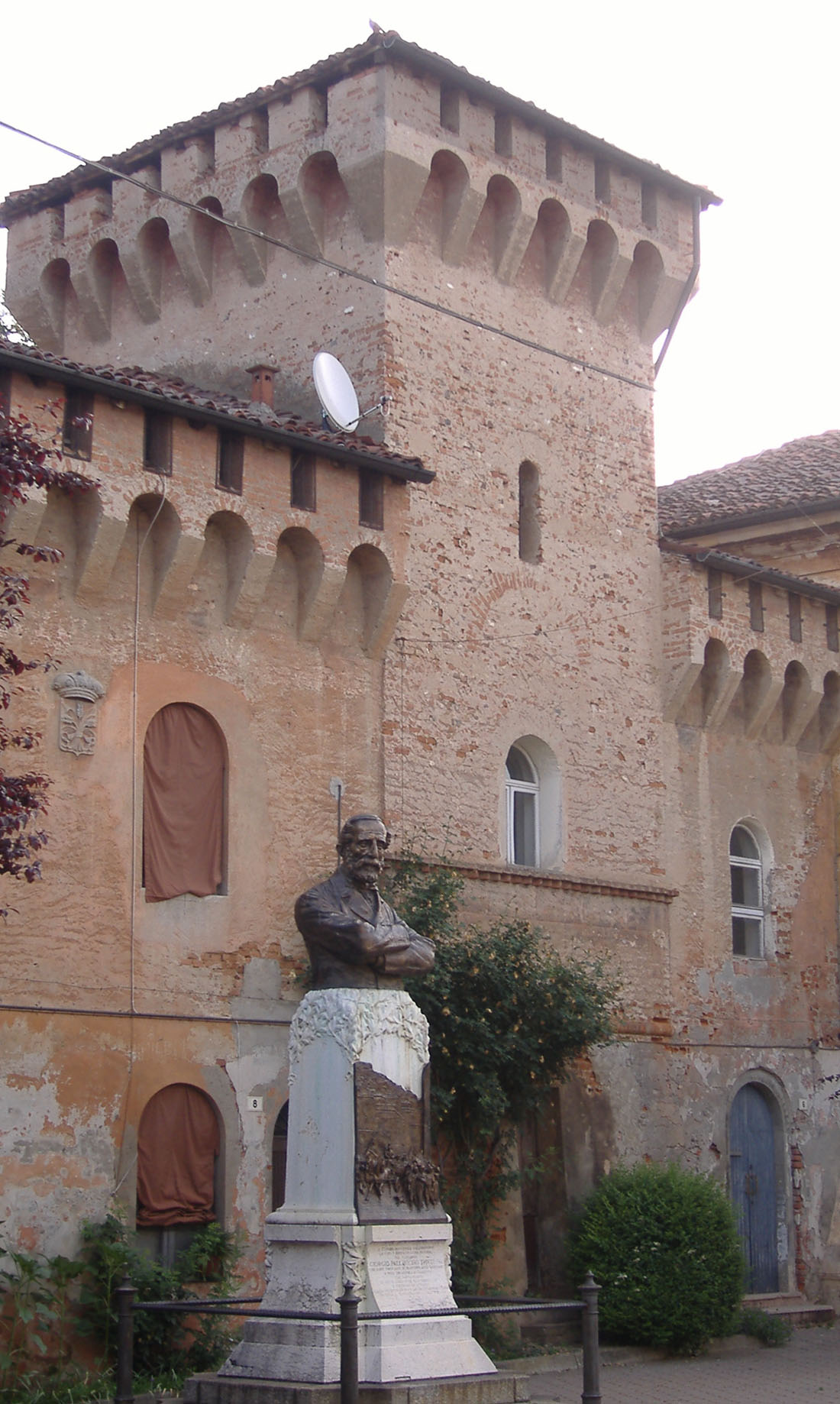
O monumento à Giorgio Pallavicino, na entrada doi castelo de San Fiorano.
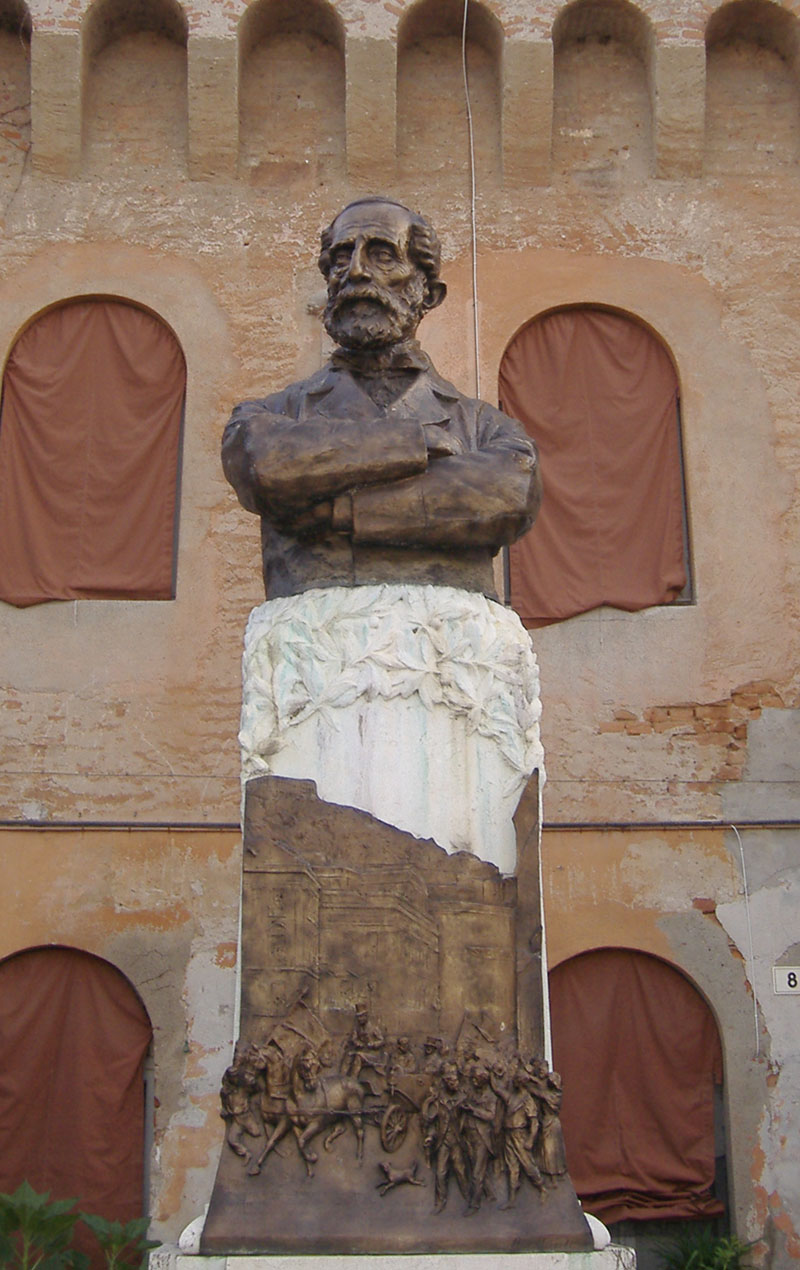
Frente do monumento